# Anthidium loboguerrero
Anthidium loboguerrero là một loài Hymenoptera là một loài trong họ Megachilidae. Loài này được Urban mô tả khoa học năm 2004.